# Ван де Вен, Кирстен
Кирстен Йоханна Мария ван де Вен (нидерл. Kirsten Johanna Maria van de Ven; род. 11 мая 1985, Хес, Северный Брабант) — нидерландская футболистка.

## Карьера

### Клубная
Воспитанница школы клуба ХФКХ. В возрасте 18 лет уехала в США развивать своё мастерство. В 2004 году поступила в университет Квиннипэка; выступая за эту команду, завоевала сразу два приза — Новичок года и Игрок года в Северо-Восточной Конференции. В 2005 году перешла в университет штата Флорида, за команду которого выступала на уровне NCAA.
В конце 2007 года ван де Вен вернулась в Нидерланды, в январе 2008 года подписала соглашение с клубом «Виллем II», новичком чемпионата Нидерландов. 1 марта 2010 Кирстен подписала контракт с клубом «Тюресё» из Швеции.

### В сборной
В сборной Нидерландов до 19 лет дебютировала в 2005 году, забив в 33 играх 10 мячей. Играла на чемпионате Европы 2009 года, в матче открытия 23 августа против Украины забила первый гол чемпионата (голландки вышли в полуфинал). 4 апреля 2011 провела 50-й матч за сборную против Шотландии (победа 6:2, забила 12-й гол за сборную).

## Достижения

### Клуб
Тюресё:
- Чемпионка Швеции: 2012

Русенгорд:
- Чемпионка Швеции: 2014, 2015
- Обладательница Суперкубка Швеции: 2015

Твенте:
- Чемпионка Нидерландов: 2015/16

## Интересные факты
- Кирстен участвовала в презентации официальной песни чемпионата Европы 2013 года «Winning Ground» вместе с шведским певцом Эриком Сааде и тремя другими футболистками: Лизой Дальквист (Швеция), Лине Роддик Хансен (Дания) и Вероникой Бокете (Испания)[3].